# Lepeophtheirus parvus
Lepeophtheirus parvus is een eenoogkreeftjessoort uit de familie van de Caligidae. De wetenschappelijke naam van de soort is voor het eerst geldig gepubliceerd in 1908 door Wilson C.B..